# سوسپانسیون

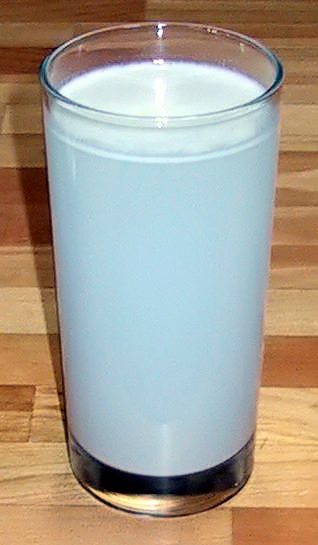
تصویری از یک محلول سوسپانسیون قبل از ته‌نشینی

سوسپانسیون (به فرانسوی: Suspension، سوسپانسیون) یا تعلیق یا آویزش در علم شیمی، به مخلوط معلق جامد در مایع گفته می‌شود و در مورد ذرات جامدی که در مایع معلق هستند گفته می‌شود که  جزو مخلوط‌هایی ناهمگن هستند.سوسپانسیون‌ها در حال عادی ناپایدار هستند و پس از مدتی نگهداری در حالت سکون ته‌نشین می‌شوند، 
سوسپانسیون‌ها ویژگی‌هایی دارند که عبارتند از:
1. محلول کدری هستند چون مولکول‌های ماده حل شونده از حلال بزرگ ترند و به همین علت نور از آن‌ها عبور نمی‌کند.(بر خلاف کلوئید ها)
2. ناپایدار هستند، پس از زمان کوتاهی ذرات جامد از مایع جدا شده و در ته ظرف جمع می‌شوند.
3. ذرات مولکول‌های حل شونده بسیار بزرگ‌تر از مولکول‌های حلالند.
4. توضیح کلی آن که می‌توان گفت مخلوط ناهمگنی است که از ذره‌های جامد معلق در آب تشکیل می‌شود. مانند:

نمونه: شربت خاکشیر، آب‌میوه‌های پالپ‌دار، دوغ‌های غلیظی که ماست آن ته‌نشین می‌شود و...